# Diastrophosternus bruchi
Diastrophosternus bruchi é uma espécie de cerambicídeo  com distribuição na Argentina e Paraguai.

## Etimologia
O epíteto específico é uma homenagem ao entomólogo Carlos Bruch.

## Taxonomia
Em 1911, Gounelle descreveu a espécie, com base em exemplares coletados em Santiago del Estero e Missiones.